# Myrmica aborigenica
Myrmica aborigenica är en myrart som beskrevs av Zhigul'skaya 1991. Myrmica aborigenica ingår i släktet rödmyror, och familjen myror. Inga underarter finns listade i Catalogue of Life.